# William G. Kaelin Jr.
William G. Kaelin Jr., född 23 november 1957 i Queens i New York, är en amerikansk onkolog. Han tilldelades Nobelpriset i fysiologi eller medicin 2019 tillsammans med Peter J. Ratcliffe och Gregg L. Semenza för "deras upptäckter av hur celler känner av och anpassar sig efter syretillgång".